# هانس مایر
هانس مایر (Hannes Meyer) (زاده ۱۸ نوامبر ۱۸۸۹، درگذشته ۱۹ ژوئیه ۱۹۵۴)، معمار سویسی و پس از والتر گروپیوس از ۱۹۲۸ تا ۱۹۳۰، دومین مدیر باوهاوس در دساو بود.
از نظر عقیده اجتماعی و سیاسی او به مارکسیسم گرایش داشت و نظرات او دربارهٔ کار معماران از این گرایش او تأثیر می‌گرفت. او بر آن بود که معماری بیشتر فن است تا هنر و معمار باید ساختمان‌هایی طراحی کند که ارزان تمام شود و طرح باید با کارکرد اجتماعی آن متناسب باشد. سبک او را گاه کارکردگرایی یا فونکسیونالیسم نامیده‌اند.
نظرات کمونیستی و اقداماتش در این زمینه باهاوس را با بحران روبرو کرد و سرانجام گروپیوس او را اخراج کرد. او در سال ۱۹۳۰ همراه با چند تن دیگر از معماران باوهاوس به مسکو رفت و در آنجا هم به تدریس در دانشگاه مشغول بود و هم در طرح های بزرگتر شهری همکاری می کرد.  ولی در ۱۹۳۶ همراه با شمار دیگری از خارجیان از شوروی اخراج شد. سپس به مکزیکوسیتی رفت و از ۱۹۴۲ تا ۱۹۴۹ برای دولت مکزیک کار کرد.
مایر در سال ۱۹۵۴ در سوئیس در گذشت.